# Dudenhofen (Rodgau)
Dudenhofen ist ein Stadtteil der Stadt Rodgau im südhessischen Landkreis Offenbach.

## Geographische Lage
Dudenhofen liegt auf einer Höhe von 127 m über NN zwischen den Rodgauer Stadtteilen Jügesheim und Nieder-Roden, 7 km südwestlich von Seligenstadt.

## Geschichte

### Mittelalter
Dudenhofen ist eine Gründung der zweiten fränkischen Siedlungswelle, nach der Zeit der Fränkischen Reichsteilung von 561. Der Ort wurde im erweiterten Straßennetz an einem neu errichteten Straßenknotenpunkt gegründet, auf Kosten des vorherigen Knotenpunktes Jügesheim. Der Ortsname steht in Verbindung mit dem Personennamen Tuoto oder Dodo.
Dudenhofen wurde 1278 in einem Vergleich des Erzbischofs Werner von Mainz mit den Herren von Eppstein erstmals urkundlich erwähnt. Hier mussten die Herren von Eppstein Dudenhofen, das damals ein mainzisches Lehen war, an den Erzbischof von Mainz zurückgeben. 1383 fiel der Zehnte an die Herrschaft Hanau, zu Beginn des 15. Jahrhunderts befand er sich im Besitz des Grafen von Katzenelnbogen.
Das Dorf war im späten Mittelalter lange Zeit ein Kondominat, an dem verschiedene regionale Mächte beteiligt waren: Die Herren von Falkenstein, den Herren und Grafen von Hanau, Isenburg, und Kurmainz. Einzelne Teile wurden vererbt, andere eingetauscht oder verpfändet. 1436 gehörte Dudenhofen zum Zentgericht Niederroden, wo es mit 2 Schöffen vertreten war. Ab 1450 gehörte Dudenhofen zu einem Drittel zur Grafschaft Isenburg und zu zwei Dritteln zur Grafschaft Hanau dann zur Grafschaft Hanau-Lichtenberg und war dort dem Amt Babenhausen zugeordnet. Kirchliche Mittelbehörde war in vorreformatorischer Zeit das Archidiakonat St. Peter und Alexander in Aschaffenburg, Landkapitel Rodgau.

### Historische Namensformen

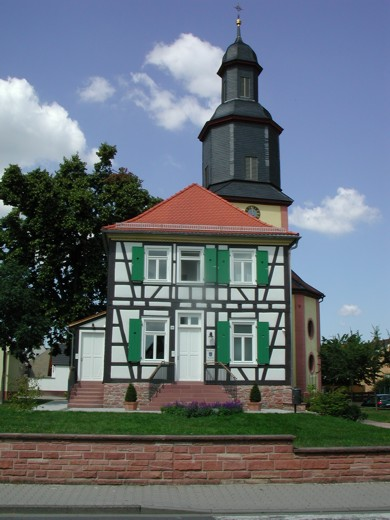
Dudenhofen: Standesamt der Stadt Rodgau und ev. Kirche

In erhaltenen Urkunden wurde Dudenhofen unter den folgenden Namen erwähnt (in Klammern das Jahr der Erwähnung):
- Dudenhoven (1278)
- Totenhofen (1303)
- Dudinhaven (1339)
- Dodinhofin (1383)
- Dudinhoffen (1407)
- Dudenhofen (Anfang 15. Jahrhundert)
- Dodenhoffen (1451)
- Dudenhoifen (1460)
- Dudenhoven (1485)
- Dudenhoffen (1486)
- Dodenhoffen (1489)
- Dodenhoeffen (1493)
- Dodenhofen (1527)

### Frühe Neuzeit
Durch seine Zugehörigkeit zu Hanau und Isenburg, die sich beide der Reformation anschlossen, wurde Dudenhofen ab etwa 1550 eine evangelische Enklave inmitten römisch-katholischer Nachbargemeinden, die zumeist zu Kurmainz gehörten. Das Wappen von Rodgau-Dudenhofen enthält deshalb demonstrativ neben den Hanauer Sparren auch die Lutherrose.
Im Dreißigjährigen Krieg erlitt die Bevölkerung des Dorfes große Verluste. Von 430 Bewohnern kamen allein 1622 155 ums Leben. 1631 forderte die Pest weitere 104 Opfer. Gerade 26 Einwohner erlebten das Kriegsende. 1701 wurden die Isenburger Rechte an Dudenhofen im Zuge eines Tausches zwischen den Häusern auf Hanau übertragen, zu dem der Ort nun alleine gehörte.
Nach dem Tod des letzten Hanauer Grafen, Johann Reinhard III., 1736, erbte Landgraf Friedrich I. von Hessen-Kassel aufgrund eines Erbvertrages aus dem Jahr 1643 die Grafschaft Hanau-Münzenberg, aufgrund der Intestaterbfolge fiel die Grafschaft Hanau-Lichtenberg an den Sohn der einzigen Tochter von Johann Reinhard III., Landgraf Ludwig IX. von Hessen-Darmstadt. Umstritten zwischen den beiden Erben war die Zugehörigkeit der unmittelbar südlich des Mains gelegenen Teile der Grafschaft Hanau. Es kam fast zu einer kriegerischen Auseinandersetzung, als Hessen-Darmstadt die Orte Dietzenbach, Schaafheim und Schlierbach, die Landgrafschaft Hessen-Kassel mit schon sorgsam in Hanau stationiertem Militär den Rest des Amtes Babenhausen besetzte. Die Auseinandersetzung konnte erst nach einem langjährigen Rechtsstreit vor den höchsten Reichsgerichten 1771 mit einem Vergleich beendet werden, dem so genannten Partifikationsrezess. Dudenhofen wurde darin Hessen-Kassel zugesprochen. Über dem Haupteingang der barocken evangelischen Kirche, eine 1769 errichtete Barockkirche, ist deshalb das Wappen von Hessen-Kassel angebracht. Unter dem Wappen findet sich die Inschrift:
Was unter Hessens Lust Erbprinz Wilhelm gebaut,

sei Dir, o wahrer Gott, zur Pflege nun vertraut.

### Neuzeit
Im 18. und 19. Jahrhundert wanderten viele junge Männer nach Amerika aus, um ihr Glück zu suchen.

1807 kam das Amt Babenhausen mit Dudenhofen unter französische Verwaltung. 1811 wurde Dudenhofen dem Großherzogtum Hessen zugeschlagen. Bis 1821 nahm das Amt Babenhausen Verwaltung und Rechtsprechung in Babenhausen wahr. Mit der Verwaltungsreform im Großherzogtum in diesem Jahr wurden auch hier auf unterer Ebene Rechtsprechung und Verwaltung getrennt.
Im Großherzogtum gehörte es dann zu folgenden übergeordneten Verwaltungseinheiten:
- 1821: Landratsbezirk Seligenstadt
- 1832: Kreis Offenbach
- 1848: Regierungsbezirk Dieburg
- 1852: Kreis Offenbach

Die erstinstanzliche Rechtsprechung wurde 1821 Landgerichten übertragen. Das Landgericht Steinheim übernahm für Dudenhofen die der Rechtsprechung. Der Sitz des Gerichts wurde zum 1. Juli 1835 nach Seligenstadt verlegt und die Bezeichnung in „Landgericht Seligenstadt“ geändert. Mit dem Gerichtsverfassungsgesetz von 1877 wurden Organisation und Bezeichnungen der Gerichte reichsweit vereinheitlicht. Zum 1. Oktober 1879 hob das Großherzogtum Hessen deshalb die Landgerichte auf. Funktional ersetzt wurden sie durch Amtsgerichte. So ersetzte das Amtsgericht Seligenstadt das Landgericht Seligenstadt.
Am 1. Januar 1977 wurde Dudenhofen im Rahmen der Gebietsreform in Hessen durch den Zusammenschluss von fünf bis dahin selbstständigen Gemeinden zum Ortsteil der Großgemeinde Rodgau, seit 1979 Stadt Rodgau.

### Einwohnerentwicklung
Belegte Einwohnerzahlen sind:
- 1681: 38 Haushalte = 139 Einwohner
- 1961: 2671 evangelische (= 77,71 %), 727 katholische (= 21,15 %) Einwohner

| Dudenhofen: Einwohnerzahlen von 1829 bis 2015 | Dudenhofen: Einwohnerzahlen von 1829 bis 2015 | Dudenhofen: Einwohnerzahlen von 1829 bis 2015 | Dudenhofen: Einwohnerzahlen von 1829 bis 2015 | Dudenhofen: Einwohnerzahlen von 1829 bis 2015 |
| --- | --------------------------------------------- | --------------------------------------------- | --------------------------------------------- | --------------------------------------------- |
| Jahr |                                               |                                               |                                               | Einwohner                                     |
| 1829 | 1829                                          |                                               | 1.131                                         | 1.131                                         |
| 1834 | 1834                                          |                                               | 1.139                                         | 1.139                                         |
| 1840 | 1840                                          |                                               | 1.145                                         | 1.145                                         |
| 1846 | 1846                                          |                                               | 1.240                                         | 1.240                                         |
| 1852 | 1852                                          |                                               | 1.221                                         | 1.221                                         |
| 1858 | 1858                                          |                                               | 1.142                                         | 1.142                                         |
| 1864 | 1864                                          |                                               | 1.135                                         | 1.135                                         |
| 1871 | 1871                                          |                                               | 1.153                                         | 1.153                                         |
| 1875 | 1875                                          |                                               | 1.201                                         | 1.201                                         |
| 1885 | 1885                                          |                                               | 1.324                                         | 1.324                                         |
| 1895 | 1895                                          |                                               | 1.426                                         | 1.426                                         |
| 1905 | 1905                                          |                                               | 1.618                                         | 1.618                                         |
| 1910 | 1910                                          |                                               | 1.761                                         | 1.761                                         |
| 1925 | 1925                                          |                                               | 2.016                                         | 2.016                                         |
| 1939 | 1939                                          |                                               | 2.120                                         | 2.120                                         |
| 1946 | 1946                                          |                                               | 2.493                                         | 2.493                                         |
| 1950 | 1950                                          |                                               | 2.639                                         | 2.639                                         |
| 1956 | 1956                                          |                                               | 2.935                                         | 2.935                                         |
| 1961 | 1961                                          |                                               | 3.437                                         | 3.437                                         |
| 1967 | 1967                                          |                                               | 4.257                                         | 4.257                                         |
| 1970 | 1970                                          |                                               | 4.628                                         | 4.628                                         |
| 2015 | 2015                                          |                                               | 7.792                                         | 7.792                                         |
| Datenquelle: Historisches Gemeindeverzeichnis für Hessen: Die Bevölkerung der Gemeinden 1834 bis 1967. Wiesbaden: Hessisches Statistisches Landesamt, 1968. Weitere Quellen: |                                               |                                               |                                               |                                               |

Im Jahr 1829 lebten in den 203 Häusern Dudenhofens 1131 Einwohner, wovon alle außer sechs Katholiken, einem Reformierten und 18 Juden, lutherisch waren.  Die eine alteingesessene jüdische Familie, wurde 1938 aus dem Ort vertrieben. Nach dem Zweiten Weltkrieg kamen dann aber viele katholische Flüchtlinge nach Dudenhofen. Die 1953 geweihte katholische Kirche trägt den Namen St. Marien.

## Politik

### Bürgermeister
Amtszeiten der Bürgermeister vor der Gründung der Stadt Rodgau
- 1975–1976 Günter Hindel
- 1954–1975 Ludwig Kratz IX.
- 1947–1954 Friedrich Kratz
- 1933–1945 Karl Lehr
- 1925–1933 Philipp Adolf Kämmerer II.
- 1907–1925 Georg Philipp Kratz
- 1881–1907 Philipp Ludwig Kratz III.
- 1845–1880 Philipp Nikolaus Kratz II.

### Wappen und Flagge
Wappen

Blasonierung: „Schild geteilt. Oben in goldenem Feld drei rote Sparren (Hanau) und unten in blauem Feld eine silberne, fünfblättrige Rose, belegt mit einem roten Herz, inmitten ein schwarzes Kreuz (Lutherrose).“
Das Wappen wurde der Gemeinde Dudenhofen im Kreis Offenbach am 4. Oktober 1954 durch den Hessischen Innenminister genehmigt. Gestaltet wurde es durch den Heraldiker Georg Massoth.
Die Sparren sind aus dem Wappen der Grafen von Hanau entnommen, zu deren Herrschaftsgebiet Dudenhofen gehörte. Die Lutherrose symbolisiert Dudenhofen als evangelischen Ort, umgeben von überwiegend katholischen Gemeinden und wurde später in das Wappen von Rodgau übernommen.
Flagge
Am 14. April 1958 wurde der Gemeinde durch den Hessischen Innenminister eine Flagge genehmigt, die wie folgt beschrieben wird:
„Auf breiter weißen Mittelbahn des rot-weiß-roten Flaggentuches das Gemeindewappen.“

## Wirtschaft und Infrastruktur
1896 erhielt Dudenhofen mit der Rodgaubahn Anschluss an die Eisenbahn und einen Bahnhof. Nachdem zwischen 2001 und 2003 kein Personenverkehr mehr auf der Strecke bestand, ist Dudenhofen seit Aufnahme des Winterfahrplans 2003 mit der S-Bahn-Linie S1 (Wiesbaden–Ober-Roden) an das Netz der S-Bahn Rhein-Main angeschlossen.
| Linie | Verlauf | Takt                                                                                     |
| ----- | --- | ---------------------------------------------------------------------------------------- |
| S1    | Wiesbaden Hbf – Wiesbaden Ost – Mainz-Kastel – Hochheim (Main) – Flörsheim (Main) – Eddersheim – Hattersheim (Main) – Frankfurt-Sindlingen – Frankfurt-Höchst Farbwerke – Frankfurt-Höchst – Frankfurt-Nied – Frankfurt-Griesheim – Frankfurt (Main) Hbf tief – Frankfurt (Main) Taunusanlage – Frankfurt (Main) Hauptwache – Frankfurt (Main) Konstablerwache – Frankfurt (Main) Ostendstraße – Frankfurt (Main) Mühlberg – Offenbach-Kaiserlei – Offenbach Ledermuseum – Offenbach Marktplatz – Offenbach (Main) Ost – Offenbach-Bieber – Offenbach-Waldhof – Obertshausen – Rodgau-Weiskirchen – Rodgau-Hainhausen – Rodgau-Jügesheim – Rodgau-Dudenhofen – Rodgau-Nieder-Roden – Rodgau-Rollwald – Rödermark-Ober Roden | 30 min 15 min (Hochheim–Rödermark zur HVZ und Flörsheim–Offenbach Ost werktags tagsüber) |

1966 wurde in Dudenhofen das Opel-Prüfzentrum mit einer 6,7 km langen Teststrecke fertiggestellt. Eigentlich hatte Opel Dudenhofen in Rheinland-Pfalz als Standort gewählt, doch der verantwortliche Mitarbeiter bei Opel schickte die Bewerbungsunterlagen versehentlich nach Dudenhofen bei Rodgau. Nach deren Eintreffen begann man dort sofort mit dem Kreis Offenbach zusammen mit den Planungsarbeiten, die nach dem Auffliegen des Irrtums bereits so weit fortgeschritten waren, dass sich Opel schließlich für Rodgau-Dudenhofen entschied.

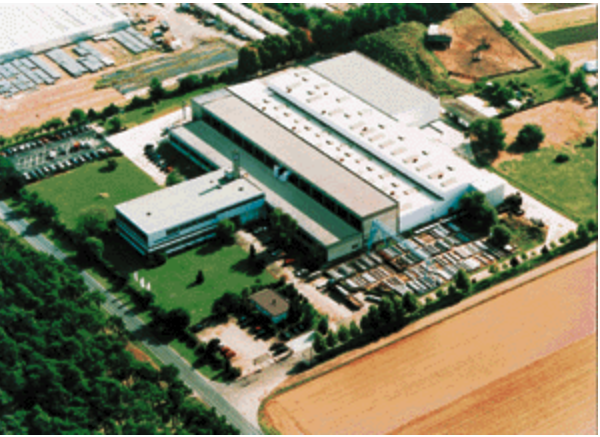
Die Edelstahl Fabrik (Fittings, Armaturen, Pressfittings) in Deutschland Dudenhofen/Rodgau

Mit Ausnahme des Spargelanbaus spielt die Landwirtschaft keine Rolle mehr.

## Persönlichkeiten
- Christian Müller (* 1816 in Dudenhofen; † 1881 in Bern), deutsch-schweizerischer Apotheker und Politiker
- Karl Bruchhäuser (* 1917 in Dudenhofen; † 2005 in Dierdorf), Maler